# Gyretes dorsalis
Gyretes dorsalis là một loài bọ cánh cứng trong họ van Gyrinidae. Loài này được Brullé miêu tả khoa học năm 1838.